# Arthur de Montalembert
Pour les articles homonymes, voir Montalembert.
 (août 2025).
Si vous disposez d'ouvrages ou d'articles de référence ou si vous connaissez des sites web de qualité traitant du thème abordé ici, merci de compléter l'article en donnant les références utiles à sa vérifiabilité et en les liant à la section « Notes et références ».
Arthur de Montalembert né le 31 juillet 1911 à Wezembeek-Oppem et mort le 16 décembre 1944 dans le camp de concentration de Mauthausen, est un résistant et un agent français de la section F du SOE britannique pendant la Seconde Guerre mondiale.

## Biographie
Arthur de Montalembert naît le 31 juillet 1911 à Wezembeek-Oppem dans le Brabant flamand (Belgique), fils d'André de Montalembert et d'Anne de Hemricourt de Grunne. Mobilisé en septembre 1939 avec le grade de lieutenant de réserve, il est blessé en mai 1940 et démobilisé en août.
Résistant à Ancinnes (Sarthe), il est recruté par France Antelme, chef du réseau BRICKLAYER, pour intégrer la section F (pour France) du Special Operations Executive (SOE) et les réseaux Buckmaster en France, où il obtiendra le grade de lieutenant de l’armée britannique (matricule 309241),. Sous le nom de guerre de « Bistouri », il rejoint le réseau SATIRIST d'Octave Simon à sa création début 1943, avec le groupe de résistants ancinnois qu'il a formé, et participe à la réception de plusieurs parachutages dans l’Orne et la Sarthe, notamment le 14 mai sur les terres de l’Hermitière (Val-au-Perche),.
Un parachutage a lieu sur les terres de Vaubezon (Ancinnes) dans la nuit du 14 au 15 juin, au lieu-dit « La Valtaurine », suite au 67e message sur la liste du mois de juin de la BBC : « Elle est bleue aux fleurs rouges ». Outre Arthur de Montalembert, l’équipe de réception comprend Octave Simon, André Malo, un gendarme, Paul Lottin, un garagiste, Paul Drecq, un facteur, et Jean Célier, un propriétaire terrien du voisinage.
Dans le cadre de la vague d’arrestations qui frappe le réseau PROSPER Physician de Francis Suttill à partir du 21 juin, la Gestapo débarque le 9 juillet à Ancinnes et arrête plusieurs membres du groupe, dont Paul Lottin qui mourra en déportation. Absent d’Ancinnes ce jour-là, Arthur de Montalembert échappe au coup de filet et se réfugie quelques jours à Paris chez une amie.
La Gestapo arrête alors le 11 juillet son père, André de Montalembert, et le retient en otage à la prison de Fresnes jusqu’à reddition ou arrestation d’Arthur. Entretemps, celui-ci a rejoint Henri Garry et le seconde, avec la radio Noor Inayat Khan, dans la création du réseau « BELLIARD Phono » (sous-réseau de « PROSPER Physician ») actif dans la Sarthe et la Mayenne, avec lequel il réceptionne un dernier parachutage dans la nuit du 15 au 16 septembre, à la ferme Chambrin, au nord de Luché-Pringé (Sarthe) à la suite du message de la BBC : « Une mansarde à Paris, une chaumière en Touraine ».
Arthur de Montalembert est finalement arrêté au Mans (Sarthe) le 2 octobre 1943, et ramené le jour même à Paris par la Gestapo,. Dans une étonnante lettre du 4 octobre, sa mère, Anne de Grunne-Montalembert, raconte l’arrivée d’Arthur, encadré par deux policiers en civil de la Gestapo, à la Gare Montparnasse où elle se trouvait par hasard avec son fils ainé, Jean-Charles. Ce dernier est interpellé sur le champ mais relâché le soir même, ainsi qu’André de Montalembert le 5 octobre après trois mois d’emprisonnement à Fresnes.
Un document du SOE rapporte qu’après avoir été interné plusieurs mois à Fresnes, Arthur passe en jugement à Vichy en mars 1944 « pour actions contraires aux intérêts de la France » et que le représentant de l’Irlande auprès du gouvernement de Vichy est intervenu en sa faveur. Dans le même temps, le SOE adresse cette demande à la hiérarchie militaire : « Can we have Arthur de Montalembert promoted to the rank of Captain as soon as possible. He was commissioned in 1943 and is now standing trial for his excellent activities on our behalf ».
Arthur de Montalembert est déporté le 17 avril 1944 par le convoi I.203 vers le camp de Mauthausen, où il arrive le 29 avril après avoir transité par les camps de Compiègne-Royallieu (stalag 122, matricule 30415) et de Neue Bremm (Sarre).
Son dossier à Mauthausen porte le matricule 64577 et le code NN (Nacht und Nebel, Nuit et Brouillard) réservé aux déportés qui ne doivent pas sortir vivants des camps. De plus, il ne peut pas faire l’objet de réponse aux éventuelles demandes d’information émanant des autorités françaises ou de la Croix-Rouge. Arthur de Montalembert est soumis aux travaux forcés pendant trois mois au camp central, à la carrière de sinistre mémoire, ainsi que dans deux camps annexes, Melk et Peggau, avant de décéder le 16 décembre 1944 à l’infirmerie du camp central par suite de mauvais traitements (cf. le témoignage poignant d’un co-détenu, Philippe Freyre). Ce n’est pas avant le 13 septembre 1945 que les services britanniques, par un courrier signé de Vera Atkins, sont en mesure de confirmer sa mort à la famille.
Arthur de Montalembert est nommé au grade de Chevalier de la Légion d’Honneur à titre posthume, « pour services de guerre exceptionnels », par décret du 14 janvier 1948, cette nomination comportant l’attribution de la Croix de guerre avec palme. La mention « Mort pour la France » est inscrite le 23 août 1948 dans son acte de décès. Il est honoré au Mémorial de Valençay (Indre) avec les 104 agents de la Section F du SOE morts en action ou en déportation, et au Brookwood 1939-1945 Memorial (Surrey) où sont commémorés les 3 476 femmes et hommes morts en action et dont les dépouilles n’ont pas pu être retrouvées et enterrées.

## Reconnaissance

### Monuments
- Valençay. En tant qu'un des 104 agents de la section F morts pour la France, Arthur de Montalembert est honoré au Mémorial de Valençay (Indre, France).
- Brookwood. Le nom d’Arthur de Montalembert figure sur le Brookwood Memorial (panneau 22, colonne 1) au cimetière de Brookwood dans le Surrey au sud-ouest de Londres.
- Mauthausen. Le nom d’Arthur de Montalembert est l’un des six inscrits sur une plaque commémorative apposée au mémorial de l’ancien camp de concentration de Mauthausen (Autriche). Cette plaque, réalisée à l’initiative de The Secret WW2 Learning Network, a été inaugurée le 22 septembre 2023.
- La Roche-en-Brenil. Le nom d’Arthur de Montalembert est l’un des huit inscrits sur le monument aux morts de La Roche-en-Brenil (Côte-d'Or) au titre de la Seconde Guerre mondiale.
- Paris. Le nom d’Arthur de Montalembert est inscrit sur plusieurs plaques commémoratives à Paris : à la mairie du 7e arrondissement ; à la basilique Sainte-Clotilde ; au cimetière de Picpus.

### Voies
- Ancinnes. Le nom d’Arthur de Montalembert est l’un des quatre inscrits sur les plaques de la rue des Déportés et Résistants 1939-1945, à Ancinnes (Sarthe)
- Ormesson-sur-Marne. Une rue porte le nom d’Arthur de Montalembert à Ormesson-sur-Marne (Val-de-Marne)

## Distinctions
- Chevalier de la Légion d'honneur à titre posthume (décret du 14 janvier 1948)
- Croix de guerre 1939-1945, palme de bronze
- La mention « Mort pour la France » est portée sur l'acte de décès le 21 août 1948.